# Зіндзі Мандела
Зіндзісва «Зіндзі» Мандела (23 грудня 1960 – 13 липня 2020), також відома як Зіндзі Мандела-Хлонгване, була південноафриканською дипломаткою і поетесою, донькою активістів і політиків боротьби з апартеїдом Нельсона Мандели та Вінні Мадікізели-Мандели. Зіндзі була наймолодшою і третьою з трьох дочок Нельсона Мандели, включаючи сестру Зенані Мандели.
Вона працювала послом своєї країни в Данії до своєї смерті у 2020 році і мала обійняти посаду посла в Ліберії. Зіндзі Мандела виконувала обов'язки першої леді Південної Африки з 1996 по 1998 рік.
Її збірка віршів «Чорна, як я» була опублікована в 1978 році з фотографіями Пітера Магубане.

## Раннє життя
Зіндзі Мандела народилася 23 грудня 1960 року в Совето, на той час у Південно-Африканському Союзі, у родині Нельсона та Вінні Мандели. Рік її народження також був роком, коли Африканський національний конгрес (АНК) створив своє озброєне крило. Її батьків розшукував уряд. Зіндзі було 18 місяців, коли її батька відправили у в'язницю. В юності вона часто залишалася під опікою своєї старшої сестри Зенані Мандели, коли її матір ув'язнювали на місяці.

## Кар'єра
У 1977 році, коли її матір вислали до Помаранчевої вільної держави, Зіндзі поїхала жити з нею там. Зіндзі не змогла завершити освіту, поки її не відправили до Свазіленду. Зрештою, її матері дозволили повернутися до Совето. У 1985 році тодішній президент штату П. В. Бота запропонував батькові Зіндзі умовно-дострокове звільнення. Відповідь її батька не вдалося передати жодному з батьків. Тому Зіндзі було доручено зачитати його відмову на публічному зібранні 10 лютого 1985 року.
Її поезія була опублікована в 1978 році в книзі «Чорний, як я» з фотографіями Пітера Магубейна, а також з'явилася в таких виданнях, як «Якимось чином ми виживаємо» (Somehow We Survive): «Антологія південноафриканського письменства» за редакцією Стерлінґа Пламппа (1982) та «Дочки Африки: міжнародна антологія слів і творів жінок африканського походження» за редакцією Маргарет Басбі (1992). Зіндзі вивчала право в Кейптаунському університеті, де в 1985 році здобула ступінь бакалавра.
Вона виконувала обов'язки першої леді Південної Африки (разом з сестрою Зенані Мандела) з 1996 по 1998 рік, між розлученням батьків і повторним одруженням її батька з Грасою Машел.

### Посольська діяльність
Зіндзі була призначена послом Південної Африки в Данії у 2014 році. Вперше вона прибула до Данії в червні 2015 року. У червні 2019 року, перебуваючи на посаді посла в Данії, в Твіттер-акаунті Мандели з'явилася серія дедалі різкіших твітів, де вона обговорювала «тремтячих білих боягузів, які є злодійкуватими ґвалтівниками, нащадками Ван Рібека», а також про «непроханих гостей, які не хочуть йти», що викликало значні суперечки. Раніше того місяця Мандела-Хлонгване висловила свою «глибоку, чисту безумовну любов і повагу» до «CIC» (лідера) Борців за економічну свободу (EFF), Джуліуса Малема.
Під час розслідування Департаментом міжнародних відносин і співробітництва (DIRCO) за порушення їхньої політики щодо соціальних медіа Мандела залишалася непохитною, написавши у Твіттері, що «я не відповідаю жодному білому чоловікові чи жінці за свої особисті погляди. Тут немає місис або баас. Переступите через себе, #OurLand». Міністр закордонних справ Наледі Пандор наказав їй «поводитися як дипломат» і дотримуватися політики департаменту щодо соціальних медіа. Занепокоєння її поглядами висловив колишній президент Табо Мбекі, а ветеран АНК Мавусо Мсіманг назвав її погляди розпалюванням ненависті, тоді як її думка дістала підтримку з боку EFF і прем'єр-міністр Квазулу-Натал Сіле Зікалала. Її твіти з'явилися незадовго до закінчення її чотирирічного терміну перебування на посаді посла в Данії.
На момент її смерті в Йоганнесбурзі вона була призначена на посаду посла в Ліберії, яку члени сім'ї описують як «покарання» за її суперечливі твіти попереднього року..

## Особисте життя і смерть
Зіндзі була одружена двічі й мала чотирьох дітей — доньку Золеку (1980—2023) від Упи Сікамели та синів Зондву (1985) від Мбойї, Бамбату (1989) від Сізве Клейтона Сітоле та Звелабо (1992) від першого чоловіка, Звелібанзі Хлонгване. Її першим чоловіком був Звелібанзі Хлонгване. У березні 2013 року вона вийшла заміж за свого другого чоловіка Молапо Мотлхаджву, який служив у Національних силах оборони Південної Африки.
Кажуть, що Мандела-Хлонгвейн погодилася організувати боксерський поєдинок між Флойдом Мейвезером і Менні Пак'яо, щоб приурочити його до дня народження її батька у 2011 році. Поєдинок не відбувся, і боксерський промоутер Дуейн Муді успішно подав позов до суду, який зобов'язав її виплатити Муді 4,7 млн доларів США плюс витрати на відшкодування збитків. Очікувалося, що Мандела-Хлонгване подасть апеляцію.
Зіндзі померла 13 липня 2020 року у віці 59 років у лікарні Йоганнесбурга. З'ясувалося, що в день смерті у неї був позитивний тест на COVID-19. Її поховали поруч зі своєю матір'ю, Вінні Мадікізелою-Манделою, у меморіальному парку Форвейс 17 липня, за день до 102-го дня народження її покійного батька, Нельсона Мандели.

## Кінематограф
- У телефільмі BBC 2009 року «Місис Мандела» Зіндзі зіграла Рефілве Пітсо.[39]
- Бонні Хенна зіграла Зіндзі у фільмі «Нескорений» (2009)[39]
- Ксолісва Сітоле зіграла Зіндзі в телефільмі «Мандела» (1987)[40]